# Bezirk Sint-Niklaas
Der Bezirk Sint-Niklaas ist ein Verwaltungsbezirk (ndl. bestuurlijk arrondissement) in der belgischen Provinz Ostflandern. 
Die Einwohnerzahl beträgt 264.331 (Stand: 1. Januar 2024), die Fläche 530,22 km². Das entspricht einer Bevölkerungsdichte von 499 Einw./km².

## Gemeinden im Bezirk Sint-Niklaas
| Gemeinde                     | Einwohner 1. Januar 2024 | Fläche km² | Dichte Einw./km² | NIS- Code | Postleitzahl           |
| ---------------------------- | ------------------------ | ---------- | ---------------- | --------- | ---------------------- |
| Beveren-Kruibeke-Zwijndrecht | 85.754                   | 201,42     | 426              | 46030     | 2070, 9120, 9130, 9150 |
| Lokeren                      | 43.554                   | 105,30     | 414              | 46014     | 9160                   |
| Sint-Gillis-Waas             | 20.144                   | 54,98      | 366              | 46020     | 9170                   |
| Sint-Niklaas                 | 81.863                   | 83,80      | 977              | 46021     | 9100, 9111–9112        |
| Stekene                      | 19.589                   | 44,80      | 437              | 46024     | 9190                   |
| Temse                        | 31.271                   | 39,92      | 783              | 46025     | 9140                   |
| Bezirk Sint-Niklaas          | 264.331                  | 530,22     | 499              | 46000     | –                      |

## Veränderungen im Gemeindebestand
2025: 
- Fusion von Beveren, Kruibeke und Zwijndrecht (Provinz Antwerpen) → Beveren-Kruibeke-Zwijndrecht
- Fusion von Lokeren und Moerbeke (Bezirk Gent) → Lokeren